# Romano Artioli

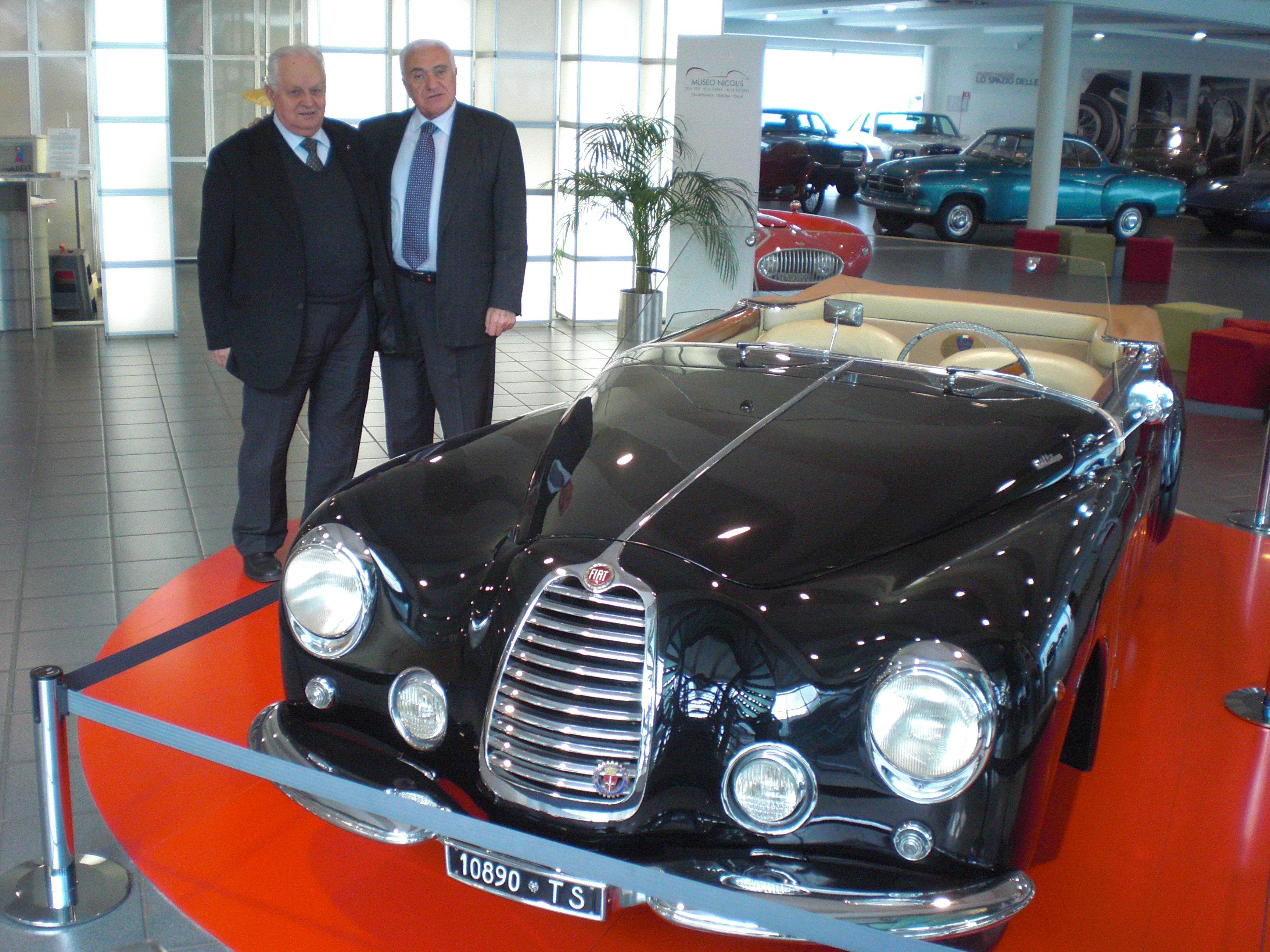
Romano Artioli (rechts) besucht das Automobilmuseum Museo Nicolis in Villafranca di Verona (2009).

Romano Artioli (* 5. Dezember 1932 in Moglia) ist ein italienischer Unternehmer und ehemaliger Besitzer der Automobilhersteller Bugatti Automobili und Lotus.
Artioli wurde in Moglia, in der ital. Provinz Mantua, geboren und wuchs in Bozen auf, wo er in den 1980er Jahren einen der größten Ferrari-Händlerstützpunkte der Welt betrieb, mit dem er den norditalienischen und süddeutschen Markt bediente. Des Weiteren importierte er japanische Autos und besaß Autoexpò, 1982 der erste italienische Importeur von Suzuki.
Er besaß eine große Sammlung französischer Bugatti-Fahrzeuge und wurde von Ferruccio Lamborghini und Paolo Stanzani ermutigt, Bugatti International, eine Holding, die 1987 die Markenrechte an Bugatti übernahm, zu gründen. Artioli wurde Vorstandsvorsitzender der Bugatti Automobili S.p.A., die von 1991 bis 1995 den Bugatti EB110 baute. 1993 gründete seine Frau Renata Kettmeir die in Bozen ansässige Firma Ettore Bugatti (Ettore ist der Vorname des Bugatti-Gründers), einen Luxusgüterhersteller, der ebenfalls das Bugatti-"EB"-Logo verwendet. Artiolis Beteiligung endete im September 1995 mit einer Insolvenz von Bugatti Automobili S.p.A., bevor die Firma im April 1998 schlussendlich von Volkswagen übernommen wurde.
Im August 1993 kaufte Artioli Lotus von General Motors und wurde Vorstandsvorsitzender, ehe er im Oktober 1996 zurücktrat und 80 % von Lotus an Proton und dessen Großaktionär Yahaya Ahmad verkaufte, um so seine Verluste aus der Insolvenz mit Bugatti auszugleichen. Bis 1998 arbeitete er als Leiter Special Projects bei Lotus.
Seine Tochter Elena Artioli (* 1970) war politisch in der Südtiroler Volkspartei und der Lega Nord aktiv.
Die Lotus Elise wurde nach Romano Artiolis Enkelin Elisa Artioli benannt.